# Montalto Uffugo
Montalto Uffugo (Muntàvutu in dialetto cosentino) è un comune italiano di 19 988 abitanti della provincia di Cosenza in Calabria.
Il centro storico sorge su cinque colli a 430 m s.l.m. a ridosso della Catena Costiera tirrenica mentre a valle si sviluppano le frazioni Settimo e Taverna che sono il cuore economico del comune.
Montalto Uffugo sorge probabilmente sull'antica Aufugum.

## Geografia fisica

### Clima
Il territorio di Montalto, principalmente collinare, ha un'altitudine con variazione da 111 a 1389 m s.l.m. Nella zona montuosa si hanno inverni rigidi con nevicate, ed estati relativamente fresche, scendendo di quota le temperature crescono. Nelle valli e nelle zone soggette a inversioni termiche il freddo invernale tocca punta di -5 °C o -7 °C; le estati sono calde, ma con minime notturne che difficilmente superano i +20 °C. La zona è molto piovosa, con precipitazioni concentrate tra autunno e inverno.

## Storia
Le origini di Montalto non sono certe, non sappiamo se ciò è dovuto ad una volontà inquisitoria motivata da fatti gravissimi (Montalto Uffugo fu teatro di una delle più terribili stragi inflitte ai danni di una minoranza religiosa), di certo "l'omertà" di tutti coloro che hanno trovato innumerevoli reperti lungo il territorio, e quella di coloro che hanno volutamente cementificato imponenti manifestazioni architettoniche attestanti un passato illustrissimo, non ha aiutato gli storici.

### Storia antica, dominazione romana
Presso Pantoni numerosi testimoni oculari e alcuni reperti consegnati a musei calabresi di Sibari e Reggio Calabria (alcuni dei quali visibili al pubblico), testimoniano il ritrovamento di un'imponente necropoli situata a ridosso dell'autostrada (reperti ritrovati vicino allo svincolo Montalto - Rose dell'A3) e più precisamente sotto quello che oggi è il parcheggio del centro commerciale. A poca distanza da questo sito esiste una contrada chiamata Trisoria, la località deve il suo nome proprio al fenomeno dei numerosi ritrovamenti, testimonianti una storia che forse avrebbe in qualche modo bloccato lo "sviluppo" edilizio moderno e non solo, tuttavia, anche qui le prove archeologiche catalogate sono pochissime e spesso, arrivano nei musei attraversando vie burocratiche occulte (l'antefisse di Ercole contro con il leone Nemèo non è l'unico reperto rinvenuto nel territorio di Montalto consegnato ai musei). Di fatto, alcune prove evidenti ci inducono a pensare che in questi luoghi un tempo si ergeva una grandiosa città ed il nome della località restringe di molto il campo; la zona infatti si chiama Pantoni (alcuni storici dell'antichità sostennero che Panton fosse localizzata proprio a Montalto).
Ad oggi esistono reperti archeologici custoditi presso i musei su menzionati che fanno risalire la sua fondazione almeno al V sec a.C. così come le antiche fontane in località Sant'Angelo, che fino a agli anni 80 recavano ancora preziosi mosaici raffiguranti antiche terme romane (i mosaici sono stati cementificati), attestano che nei pressi del colle Serrone esisteva un insediamento romano rilevantissimo. Lucio Aurelio Stefano, procuratore dei pubblici corrieri e sovrintendente delle poste dell'Imperatore, viveva proprio a Montalto tanto che la sua Urna funeraria ritrovata ai piede del colle è custodita nel comune limitrofo di San Benedetto Ullano.
Montalto di fatto oltre ad essere un municipio romano era anche stazione di una delle più importanti strade pubbliche e militari dell'Impero (secondo alcune fonti una delle prime due strade). Tito Livio in un passo dell'Ab Urbe condita la nomina come uno dei centri importanti della terra dei Bruzi, nominando infatti i paesi che, vedendo il rallentamento dei punici si allearono al console Gn. Servillo, scrive: Consentia, Aufugum, Bergae, ecc. (di fatto già all'epoca Aufugum era seconda solo a Consentia).
Alcuni nomi di zone montane sono di origine celtica (Monte UTA), lungo l'Appennino esistono ancora cumuli di pietre situati in luoghi "particolari", che lasciano pensare appunto alla presenza di popolazioni celtiche stanziate nei pressi dell'odierno Parco Naturale.
La cultura locale ricorda ancora l'attacco dei Saraceni testimoniato dalla distruzione dell'antica chiesa del soccorso (in contrada soccorso), a tal proposito una tradizione orale poco conosciuta vuole che i conquistatori arabi seppellirono il loro generale (tale Maddham o Maddam o similare) morto per la malaria, proprio nelle campagne di Montalto, nelle vicinanza della frazione San Nicola, costruendo un'intera collina, tuttora esistente per seppellirlo. Fino a qualche decennio fa nel comune era celebrata la ricorrenza della cacciata dei saraceni con una ricostruzione storica che vedeva impegnati molti cittadini.

### Periodo medioevale
Se la storia antica è poco documenta e incerta, quella del periodo normanno testimoniata dalla torre in via Foscarini e quella del periodo aragonese, con il convento di San Domenico e altre importanti costruzioni, attestano inequivocabilmente un passato molto importante che almeno per un periodo indicano Montalto come il luogo centrale del potere politico degli Aragona in tutta la regione.
La prima università della Calabria nacque proprio a Montalto sul finire del 1400, ad opera del concittadino carmelitano Paolo Antonio Foscarini, già rettore dell'università di Napoli, fondatore di importanti conventi tra cui quello di Tropea e quello del Carmine a Montalto Uffugo. Grande astronomo scienziato e filosofo. L'università di Montalto fu importante, tanto che richiamava studiosi da diversi stati europei, qui si studiavano materia come la Filosofia, la teologia e naturalmente l'astronomia, del resto il suo fondatore è passato alla storia proprio a causa delle sue convinzioni scientifico astronomiche.

### La dominazione spagnola: il Ducato di Montalto
Montalto raggiunse grande importanza sotto gli Aragona i quali vi stabilirono parte del loro potere esecutivo, crearono infatti il titolo Duchi di Montalto, che divenne presto tra i più ambiti d'Europa e tale restò per tutto il periodo che abbraccia il loro regno.
Di fatto l'importanza politica del ducato si deve a san Francesco da Paola, l'odierna città della costa cosentina era compresa nel territorio di Montalto,  le cui spoglie sono custodite presso la chiesa dell'Annunziata, della popolarmente di San Francesco di Paola, situata nella piazza (che non ha mai portato il suo nome) principale del centro storico (a tal proposito i religiosi hanno di fatto occultato le spoglie del duca dichiarando che sono andate perse durante un terremoto che in realtà non ha causato danni), a testimonianza esiste soltanto un'antica iscrizione situata dietro l'altare della chiesa di San Francesco da Paola. Il santo percorreva una via di montagna che ancora oggi viene praticata dai pellegrini ogni anno durante i primi giorni di maggio, migliaia di persone partono di notte a piedi attraversando l'Appennino per seguire le orme del santo. Sembra inoltre che Francesco si servisse di uno dei numerosi passaggi sotterranei che caratterizzavano il centro del Ducato, alcuni dei quali ancora parzialmente esistenti, di sicuro usati durante tutto il dominio Borbonico per sfuggire agli improvvisi controlli.
Il duca Ferdinando di Montalto, figlio del re Ferdinando I (avuto con la concubina Diana Guardato) e padre di Giovanna duchessa di Paliano, diede grande impulso alla crescita architettonica dell'odierno comune, lo testimonia la piazza centrale, gli antichi caseggiati, l'imponente chiesa e convento di San Francesco da Paola ed altri palazzi illustri, alcuni dei quali mostrano ancora chiaramente l'architettura spagnola (Montalto può vantare molte chiese alcune delle quali imponenti).
Da ricordare la sala dedicata ai duchi di Montalto situata all'interno del palazzo reale di Palermo, che testimonia l'importanza del titolo e dello stesso ducato. L'inquisizione e gli Aragona si macchiarono di fatti gravi; Ferrante mise in atto delle vere e proprie persecuzioni religiose, tra queste vi fu quella che portò ad una delle più drammatiche esecuzioni di tutti i tempi, quella a danno dei valdesi i quali furono rastrellati in tutto il sud Italia per essere deportati nelle carceri del ducato (sede dell'odierno municipio) quindi furono decapitati (uomini donne e bambini) in un sol giorno (più di 1400), così come riportano alcuni documenti custoditi presso l'archivio di Napoli.
La Chiesa voleva lanciare un messaggio ben chiaro alle minoranze religiose e di fatto questa strage rimase a lungo nella coscienza collettiva di tutto il territorio della Calabria Citra, la leggenda vuole che quel giorno il sangue delle uccisioni arrivò fino all'antica via Popilia situata a diversi chilometri di distanza (durante i lavori di ristrutturazione della scalinata della chiesa di San Francesco da Paola avvenuti negli anni 80 del secolo trascorso, vennero alla luce diversi scheletri di ogni grandezza). Oltre a quella a danno dei Valdesi, vi fu inoltre il duro censimento inflitto agli ebrei che furono costretti a subire restrizioni gravose e ad indossare il drappo rosso, Montalto all'epoca era abitato da molti valdesi e da molti ebrei che si stanziarono qui proprio per l'importanza che rivestiva il ducato.

## Monumenti e luoghi d'interesse

### Architetture religiose

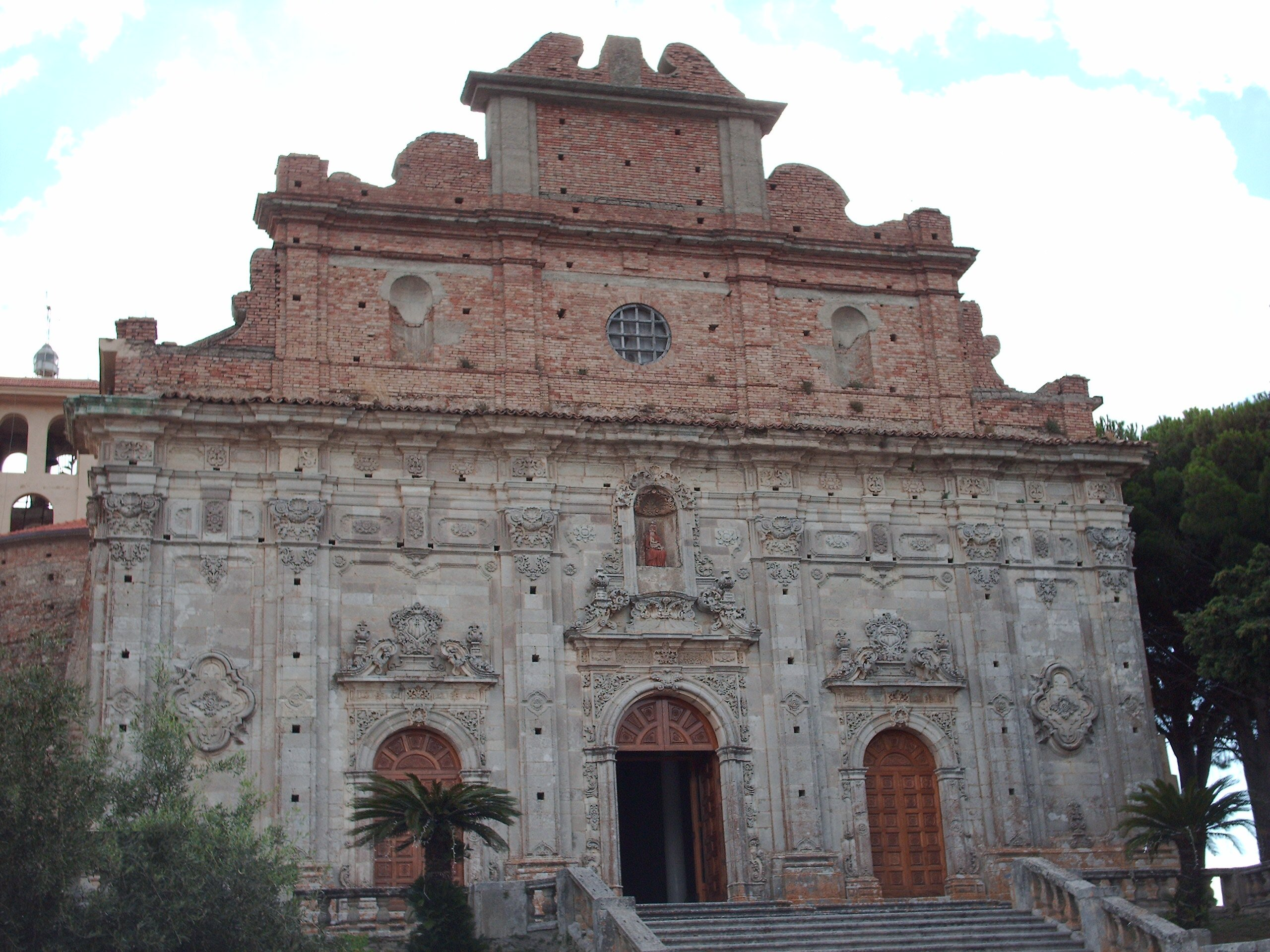
Duomo

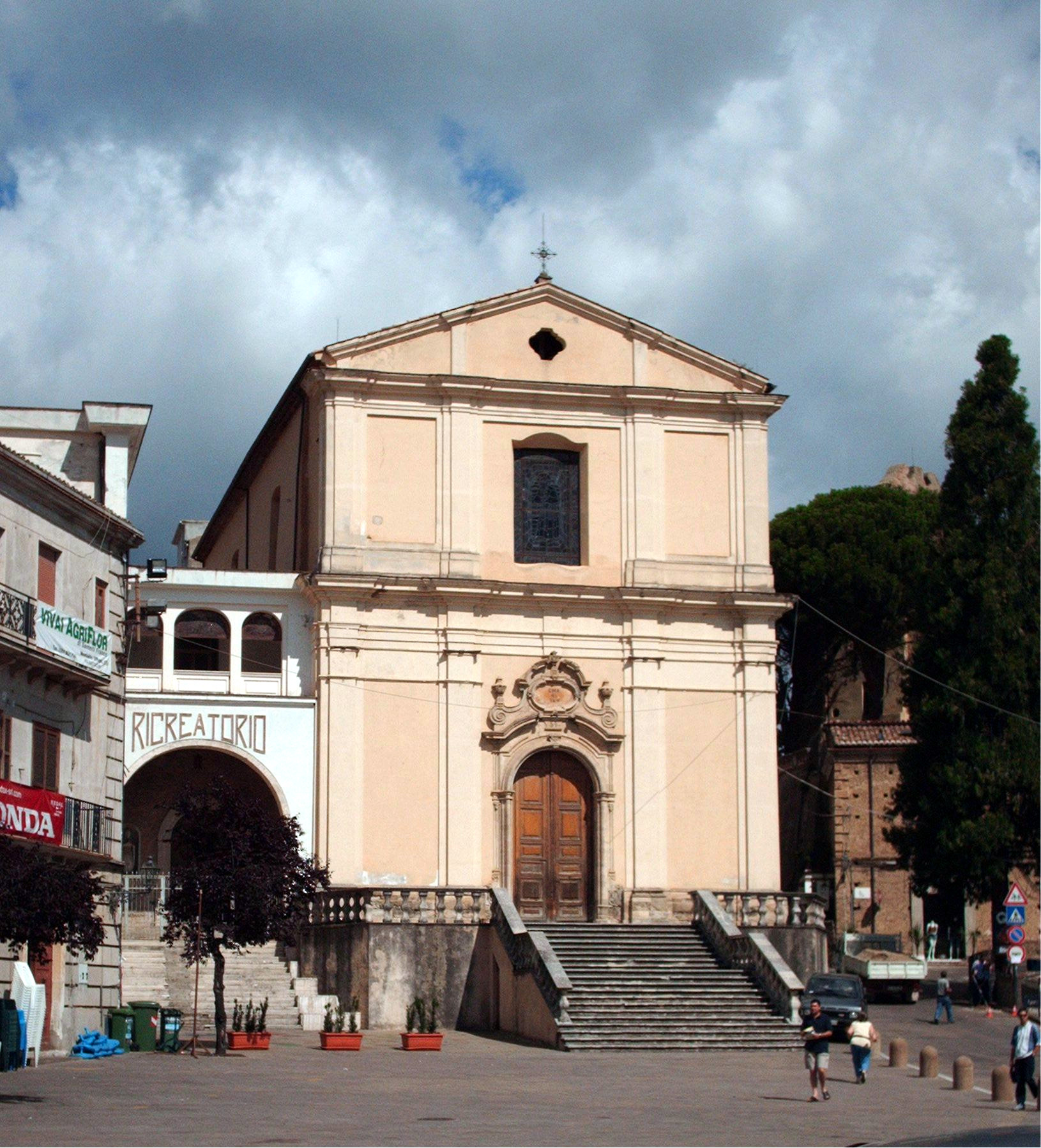
La Chiesa di S.Francesco di Paola nella piazza principale del paese

- Il Duomo - Santuario della Madonna della Serra
- La Chiesa di San Francesco da Paola
- La Chiesa di Sant'Antonio da Padova
- La Chiesa della Madonna del Carmine
- La Chiesa di San Domenico
- La Chiesa di San Martino degli Alimena

## Società

### Evoluzione demografica
Giuseppe Maria Alfano, nel suo libro Istorica descrizione del Regno di Napoli pubblicato nel 1798 scrive:
Oggi Montalto Uffugo con i suoi 20 000 abitanti, è un comune in continuo sviluppo industriale e commerciale.
La zona valliva, attraversata dall'autostrada A2 del Mediterraneo e servita dallo svincolo di Montalto Uffugo-Rose, sta facendo registrare un notevole sviluppo industriale e commerciale.
La Frazione Taverna è diventata punto di riferimento per molti Comuni della Media Valle del Crati, è sede di un distretto sanitario e di numerose attività commerciali, agro-industriali e del settore terziario avanzato. Abitanti censiti

## Cultura
Montalto Uffugo è nota per l'adozione del compositore Ruggero Leoncavallo, che all'età di 5 anni vi si trasferì con la famiglia. Durante l'adolescenza, il piccolo Ruggiero assistette proprio a Montalto ad un tragico avvenimento verificatosi nel chiostro dell'allora convento domenicano: durante una rappresentazione teatrale, la sera del 5 marzo 1865, il domestico di casa Leoncavallo, Gaetano Scavello, fu assassinato dai fratelli D'Alessandro. Da questo evento il compositore prese ispirazione per la composizione dell'opera Pagliacci.
Nel 1943, dopo 24 anni dalla sua scomparsa, uscì il film I pagliacci per la regia di Giuseppe Fatigati e con la giovane Alida Valli, affiancata dagli attori Paolo Ferrari e Carlo Romano.
Dall'anno 2000 nel mese di agosto si tiene il concorso lirico Leoncavallo, e nel 2010 è stato aperto al pubblico il museo Ruggero Leoncavallo.

## Geografia antropica

### Frazioni

#### Caldopiano
Caldopiano è una piccola frazione di Montalto Uffugo, a 560 metri s.l.m., di circa trecento abitanti, che rivive soprattutto in estate.
Ubicata a nord-ovest del capoluogo di provincia, si raggiunge percorrendo la strada del mare in direzione di Paola svoltando a San Fili e proseguendo quindi in direzione di Montalto Uffugo.

#### Parantoro
Frazione di Montalto posta a circa due km dal centro, situata a 488 metri s.l.m. Vi si arriva percorrendo la SP31 che poi continua verso il comune di San Benedetto, mentre l'altra diramazione (pedemontana) arriva fino a San Fili (10 km) congiungendosi con la ss107 (Paola-Crotone). Da Parantoro inizia la salita di Mancagallina, che si inerpica tra il verde dei castagni e gli scorci panoramici della media Valle del Crati che porta direttamente al Parco Montano "San Francesco. Dal Parco comincia la salita che porta alla sommità della montagna dove è posta una statua di San Francesco di Paola. A Parantoro inoltre (nei primi giorni di maggio) si radunano migliaia di pellegrini che da piazza De Gasperi cominciano (attraversando la catena costiera) il pellegrinaggio che li porterà al convento di San Francesco di Paola. Parantoro era famosa per la coltivazione del baco da seta e per la produzione e la lavorazione dei fichi. Fiorente è stata anche l'apicultura con la produzione del miele di castagno al quale gli venne riconosciuto il marcio DOP. Parantoro è anche famosa per l'olio di oliva (produzione familiare) dovuto un particolare microclima ed ai minerali presenti nel terreno, e soprattutto per i salumi e gli insaccati (salsicce, ciarveddrat, sopressata, nnuglia, bujjio, prosciutti, gelatina ecc). Numerose sono le sorgenti idriche (fiume Ferrero). A Parantoro troviamo la massima altitudine con il monte Cozzo Cervello che raggiunge i 1389 m.

#### Settimo di Montalto Uffugo
Posta a 167 metri s.l.m., al confine con il comune di Rende, è la prima frazione che si incontra per chi proviene da Cosenza o Rende, e dista poche centinaia di metri in linea d'aria dall'Università della Calabria.
Nel 2008 ha avuto un forte incremento di nuove abitazioni, ed è considerata la seconda zona residenziale del comune, dopo Taverna di Montalto Uffugo.

#### Taverna di Montalto Uffugo
Situata a 141 metri s.l.m., subito dopo Settimo di Montalto Uffugo, è la prima zona residenziale del comune. Conta ad oggi 8 000 abitanti. Negli ultimi anni si è verificato una grande crescita di nuove abitazioni, diventando ben presto più grande di Montalto stesso. Sede del Taverna calcio e di numerose attività commerciali.

#### Vaccarizzo

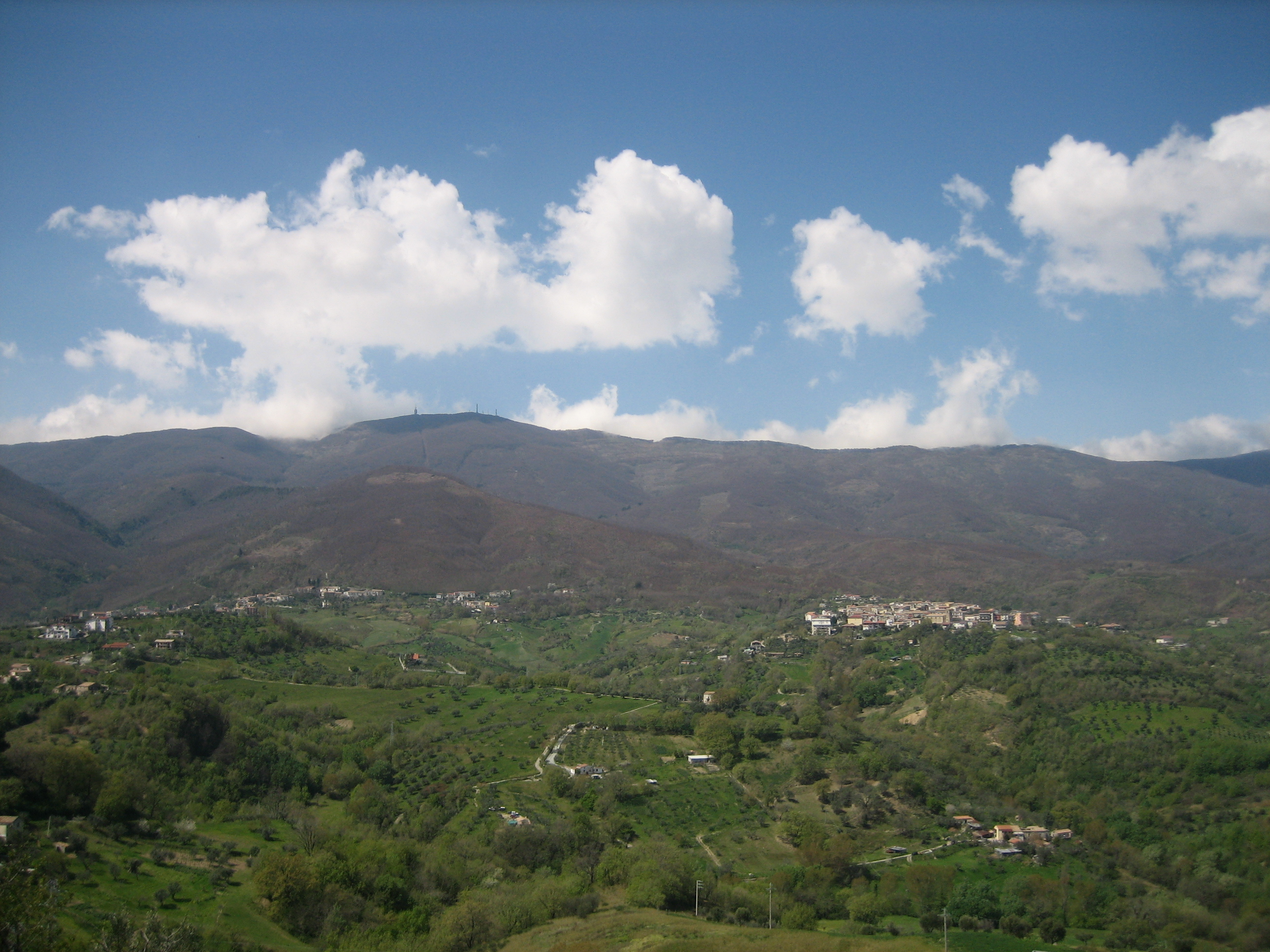
Vaccarizzo

Vaccarizzo è una frazione di Montalto Uffugo posta a 459 metri s.l.m., dal quale dista pochi chilometri in direzione catena costiera. Ci si arriva percorrendo la strada provinciale SP31, subito dopo aver attraversato la frazione di Parantoro. La SP31 prosegue infine a nord verso il comune Arbëreshë di San Benedetto Ullano, con il quale fa da "limes" il fiume Argentino, chiamato dai locali "arzintina". Vaccarizzo è situato a ovest ai piedi della catena costiera paolana in corrispondenza della vetta Monte Cozzo Cervello, la quale raggiunge i 1389 m di quota e identificabile anche a distanza per via delle grandi antenne di telecomunicazioni situate sulla cresta. Sulla sommità della vetta è presente anche una statua di San Francesco di Paola che i fedeli venerano ogni anno il 1º maggio in pellegrinaggio a piedi verso Paola. Queste cime fanno parte dell´area protetta "Parco Naturale della Comunitá Montana Media Valle Crati".
La piazza principale di Vaccarizzo è intitolata a Giuseppe Garibaldi. Nella parte alta del paese, detta "timbuni", è situato un campo sportivo ed una statua di Padre Pio. Il paese è dotato di ufficio postale.
Sono presenti due chiese. La prima della Visitazione di Maria Santissima risale al 1600. La popolazione la festeggia la terza domenica di Settembre con una processione per tutto il paese e banda musicale al seguito, fuochi d´artificio, luminarie ed esibizioni canore. La seconda è quella di San Rocco eretta dai Valdesi intorno al XIII secolo, festeggiato la domenica dopo ferragosto. La popolazione di Vaccarizzo è altresì molto devota alla Madonna della Serra, santo Patrono di Montalto Uffugo. La leggenda narra che la statua della Madonna della Serra un giorno fu ritrovata ruotata rispetto alla sua posizione originale e rivolta verso Vaccarizzo. Riportata nella sua posizione originale, il giorno dopo fu ritrovata ancora una volta ruotata verso Vaccarizzo, così che alla terza volta si capii che si trattava di un segno divino. La Madonna venne così lasciata rivolta verso Vaccarizzo e l´ingresso della chiesa modificato. La statua della Madonna della Serra è scolpita in un unico pezzo di legno di quercia ed è rappresentata seduta in maestá su un trono con in braccio il Bambino. La popolazione di Vaccarizzo rende omaggio alla Madonna della Serra con un pellegrinaggio a piedi nel mese di Febbraio per ringraziarla dallo scampato pericolo del terremoto del 1981.
Gli abitanti di Vaccarizzo sono chiamati "vaccarizzari". I tradizionali giochi sono la gara con i carretti a cuscinetti a sfera e la gara della "pazzotta", la quale consiste nel lanciare una forma di formaggio pecorino mediante un filo avvolto, lungo le strade del paese, facendogli percorrere curve e traiettorie ardite.
Tra i mestieri dell´antica tradizione artigianale di Vaccarizzo è da annoverare l´intrecciatore di vimini o maestro cestaio, detto "u spurtunaru". Cioè colui che dall´intreccio di rami di salice o castagno o canne, realizzava cesti di diversa dimensione e forma, detti "panari", "spurtuni", "cannizzi", che venivano usati per il trasporto di ortaggi e frutta. A Vaccarizzo era praticata la lavorazione e la filatura della seta, infatti alle spalle della chiesa Visitazione di Maria Santissima, sono visibili i resti di un'antica Filanda, detta "filanna". L´allevamento dei bachi da seta, in passato, era affidato alle donne che spesso li allocavano nel petto per una migliore protezione
Un rito antico della tradizione di Vaccarizzo è la macellazione del maiale. In una economia di sussistenza, l´allevamento del maiale era considerato un elemento indispensabile per la sopravvivenza della famiglia. L´uccisione del maiale avveniva in un contesto assai pittoresco, dove ognuno aveva un ruolo, che da anno in anno manteneva fisso. C´era chi "scannava" l´animale, chi ne depilava le cuoia con l'acqua bollente, chi lo sezionava e ne separava le carni per i diversi prodotti finiti: soppressata, salsiccia, capicollo, prosciutto, guanciale detto "bujiio". Altri riti legati alla tradizione che vedevano la comunità rinsaldare un legame secolare erano la salsa di pomodori, detta "a cunserva", la vendemmia e relativa produzione di vino, la raccolta delle olive e relativa produzione di olio presso il locale frantoio detto "trappito", la raccolta di fichi, di castagne.
Nel marzo 2019, Vaccarizzo è entrato a far parte della lista dei paesi "adottati" dal MIT di Boston (USA), al fine di contrastarne lo spopolamento.

#### Altre località del territorio
Tra le diverse località figurano Telesio (184 m s.l.m.) e San Raffaele (241 m s.l.m.), raggiungibili dalla SS19 di Settimo di Montalto Uffugo risalendo verso il capoluogo comunale distante circa 4-5 chilometri.

## Amministrazione

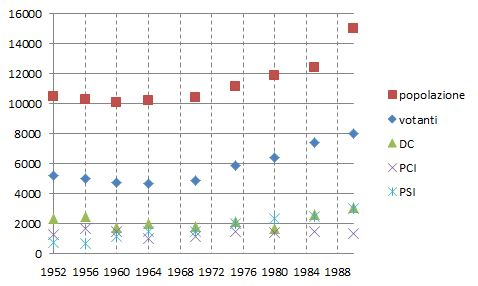
Elezioni Montalto Uffugo: prima repubblica

### Sindaci
- 1809 Francesco Della Cananea
- 1810 Fedele Nardi
- 1811-1812 Pietro Marigliano
- 1813 Domenico Maria Carelli
- 1815-1816 Giuseppe Bartali
- 1817 Vincenzo Alimena
- 1818-1819 Carlo Nardi
- 1820-1822 Giuseppe Marimonti
- 1823-1825 Antonio Caracciolo
- 1826-1828 Tommaso Longobardi
- 1829-1832 Francesco Caracciolo
- 1832-1834 Saverio Bernaudo
- 1835-1840 Carlo Marigliano
- 1841-1843 Tommaso Della Cananea
- 1844-1845 Pasquale della Cananea
- 1845 Nicola Bartoli
- 1845 Vincenzo Sacchini
- 1845-47 Nicola Bartoli
- 1847-48 Pietro Catanzaro
- 1848 Carlo Marigliano
- 1848-49 Vincenzo Turano
- 1850-53 Vincenzo Rossi
- 1853-56 Filippo Bartoli
- 1856-59 Francesco Alimena
- 1859-60 Francesco Bianco
- 1860-67 Giuseppe Siniscalchi
- 1867 Francesco Bartoli
- 1868-77 Giuseppe Siniscalchi
- 1878-81 Giacomo Della Cananea
- 1882 Stanislao Lupinacci
- 1883 Fabio Rossi
- 1884 Vincenzo Sacchini
- 1885 Luciano Caracciolo
- 1886-89 Luigi Eugenio Nardi
- 1890-91 Stanislao Alimena
- 1892-93 Raffaele Catanzaro
- 1894-95 Vincenzo Sacchini
- 1896-99 Francesco Paglilla
- 1899-1904 Ignazio Alimena
- 1905 Fedele Longobardi
- 1906-07 Federico Turano
- 1908 Francesco Paglilla
- 1909-10 Ignazio Alimena
- 1911-12 Pietro Pizzullo (comm. prefettizio)
- 1913-20 Ercole Paglilla
- 1921-25 Giuseppe Paglilla
- 1926 Giuseppe Paglilla (comm. pref.)
- 1927-32 Giuseppe Paglilla (podestà)
- 1933 Raffaele Pellegrini (comm. pref.)
- 1933-37 Eraldo Caracciolo (podestà)
- 1938-43 Saverio Zingone (podestà)
- 1944 Giuseppe Ceci (comm. pref.)
- 1944 Carlo Taormina (comm. pref.)
- 1944-45 Camillo Nigro (comm. pref.)
- 1945-46 Pietro Micarelli (comm. pref.)
- 1946 Vittorio Cerisano (comm. pref.)
- 1946-47 Luigi Moraca
- 1948 Vincenzo Bianco
- 1949-52 Francesco Palmieri
- 1952 Eduardo Scotti
- 1952-56 Francesco Palmieri
- 1956-61 Aldo Alimena
- 1961-65 Francesco De Munno
- 1965-75 Ettore Canonaco
- 1976 Francesco De Munno
- 1977-79 Giuseppe Settino
- 1979-80 Francesco Caruso
- 1980-83 Ugo Gravina
- 1983-84 Emilio Viafora
- 1984-85 Aldo Semeraro
- 1986-90 Ugo Gravina
- 1990 Angelo Cesareo
- 1990-92 Eugenio Garrafa
- 1992-93 Angelo Cesareo
- 1993-94 Francesco Guido
- 1994-95 G. Mario Marrelli
- 1995-99 Emilio Bianco
- 1999-04 Francesco Saullo
- 2004-09 Ugo Gravina
- 2009-14 Ugo Gravina
- 2014-19 Pietro Caracciolo
- 2019-24 Pietro Caracciolo
- 2024-  Biagio Antonio Faragalli

### Gemellaggi
- Calciano, dall'11 febbraio 2008.
- Brissago, dal 12 maggio 2007[11].

## Sport

### Calcio
Nella stagione 2011-2012 il Comprensorio Montalto riesce a vincere il campionato di Eccellenza dopo due secondi posti nelle ultime due stagioni. Questa promozione verrà ricordata per Montalto e per i tifosi come una promozione storica, infatti questa è la prima volta che il Comprensorio Montalto giocherà a livello nazionale.